# Лібенау (Гессен)
Лібенау (нім. Liebenau) — місто в Німеччині, знаходиться в землі Гессен. Підпорядковується адміністративному округу Кассель. Входить до складу району Кассель.
Площа — 48,87 км2. Населення становить 2977 ос. (станом на 31 грудня 2020).